# Rouziers-de-Touraine
Rouziers-de-Touraine é uma comuna francesa na região administrativa do Centro, no departamento Indre-et-Loire. Estende-se por uma área de 18 km². Em 2010 a comuna tinha 1 342 habitantes (densidade: 74,6 hab./km²).